# Howard Miracle
Howard Miracle es una variedad cultivar de ciruelo (Prunus salicina), de las denominadas ciruelas japonesas.
Una variedad que fue obtenida por el cruce de 'Reina Claudia Verde' x 'Satsuma', antes de 1941 en Montebello (California) (EE. UU.)
Las frutas son de tamaño grande a muy grande con forma redondeada ligeramente oblonga, color de piel amarillo con chapas arreboladas de color rojizo, tienen una pulpa de color ámbar, textura firme jugosa, y sabor dulce agradable con un buen aroma.

## Sinonimias
- "Howard's Miracle Plum",
- "Howard Miracle Japanese Plum".

## Historia
'Howard Miracle' variedad de ciruela, fue obtenida en Montebello al este de Los Angeles (California), obtenidas de una polinización de la variedad 'Reina Claudia Verde' como "Parental Madre" x "Parental Padre" el polen de 'Satsuma'.
Posteriormente fue patentado en 1946 y presentado formalmente en los circuitos comerciales al año siguiente.

## Características
'Howard Miracle' árbol medio no son productores prolíficos y son excepcionalmente raros. Prosperan en el sur de California debido a su mínimo requerimiento de frío. Flor blanca, que tiene un tiempo de floración que comienza a partir del 18 de abril con el 10% de floración, para el 21 de abril tiene una floración completa (80%), y para el 8 de mayo tiene un 90% de caída de pétalos. Es semi auto estéril necesita un polinizador adecuado.
'Howard Miracle' tiene una talla de fruto de grande a muy grande, uniforme, de forma redondeada ligeramente  ovalada; epidermis tiene una piel lisa de color amarillo con rubores rojizos, tiene una pulpa ámbar, textura firme jugosa, y sabor dulce agradable con un buen aroma.
Hueso no adherente, mediano, elíptico, aplanado, surcos poco marcados, superficie rugosa.
Su tiempo de recogida de cosecha se inicia en su maduración de principios a mediados de agosto, las ciruelas 'Howard Miracle' no suelen cultivarse comercialmente debido a su delicada calidad, pero se han convertido en las favoritas entre los entusiastas del cultivo de frutas de hueso y se venden con mayor frecuencia en los mercados de agricultores de California.

## Usos
Una buena ciruela de postre fresco en mesa.

## Polinización
No muy autofértil; polinizado con éxito por 'Beauty', 'Burgundy', 'Late Santa Rosa', 'Nubiana'.